# Tony Boy (rapper)
Tony Boy, pseudonimo di Antonio Hueber (Padova, 26 settembre 1999), è un rapper italiano.

## Biografia

### 2018-2021: inizi e iGoing Hard
Antonio Hueber nasce nel 1999 a Padova, da padre italiano e madre con origini della Repubblica Ceca. Si avvicina alla musica fin da piccolo, appassionandosi al pop punk e successivamente al rap influenzato dal fratello. Inizia a scrivere i primi pezzi rap all'età di quindici anni.
La sua prima canzone (non presente sui servizi di streaming) è stata "Lame1k Scarso"; successivamente ha rilasciato il suo primo mixtape "Non hai mai Mixtape" 
Fa il suo esordio discografico nel 2018 con il singolo Adesso, seguito da altri come Sogni, Lontano, Futuro e Suite. Si fa conoscere dal pubblico nel giugno 2019, con l'uscita del suo primo EP Non c'è futuro interamente prodotto da Wairaki, e come unico featuring Dium.
Nel 2020 pubblica i singoli Champagne, in collaborazione con Mr.Rizzus, 1999 e Jungla. A giugno collabora con Nashley in Dipendenza, contenuta nel nuovo EP di quest'ultimo, mentre a luglio pubblica Sembra facile con Dutch Nazari e a settembre Gas, estratti da Going Hard, il suo mixtape d'esordio, pubblicato a ottobre 2020.
Nel 2021 esce con il suo secondo mixtape, sequel ufficiale del primo, Going Hard 2. L'asse con Wairaki, che produce quasi tutte le canzoni dell'artista, ha influito molto sulla creazione del suo stile trap melodico con influenze che arrivano da oltreoceano come Polo G e Lil Durk. Il fulcro di Going Hard 2 sono i racconti di vita di un ventenne di provincia, che ha trovato nel rap e nella musica una via d'uscita da una vita piatta. Nell'album ci sono le collaborazioni di artisti come Touché, Slings, Yamba e Jamil.
Nel dicembre del 2021, poco dopo la pubblicazione di Going Hard 2, rilasciò esclusivamente sul suo canale youtube un altro mixtape “Let’s Go Hard Mixtape”, composto da 11 tracce delle quali tre sono remix di brani già noti (Sharing Locations Rmx, Rich off Pain Rmx e Top Rmx feat. El Piurri).
Il mixtape vede la partecipazione di Rafilù, Kevin Mopao ed El Piurri ed è prodotto quasi interamente da Wairaki

### 2022-2024:Umile,Nostalgia (export)eGoing Hard 3
Nel 2022 Tony Boy inizia a farsi conoscere, collaborando a singoli come Ronaldinho di Digital Astro e DEM di Kid Yugi insieme ad Artie 5ive.
Nel corso del 2023 pubblica i singoli Hot, Progressi e Diretto al top, estratti dal suo primo album in studio Umile, pubblicato il 7 luglio 2023, che vede le partecipazioni di Artie 5ive, Shiva, Vale Pain, Kid Yugi, Frah Quintale, Nerissima Serpe e Digital Astro. Il 20 ottobre viene pubblicata una deluxe di Umile, contenente cinque tracce bonus, che permette al disco di raggiungere la nona posizione della classifica FIMI Album. Successivamente l'album è stato certificato disco di platino.
Ad ottobre ha partecipato ai singoli Rock'n Roll di Sick Luke, Prova Del 9 di DrefGold, Paninaro di Astro con Artie 5ive e Moon di Ava con Capo Plaza, che ha raggiunto la vetta della Top Singoli italiana.
Il 22 dicembre 2023 ha pubblicato il suo secondo EP Export, che contiene sette brani inclusi anche nel suo secondo LP Nostalgia (export), pubblicato il 23 febbraio 2024 e contenente quattordici brani e una sola collaborazione, quella di Artie 5ive nella traccia Fortuna. L'album ha debuttato in vetta alla classifica italiana per gli album ed è stato certificato disco di platino.
Nei mesi successivi del 2024 ha pubblicato i singoli Leanin', Respiro, Il tempo cura, Cerchio e Etc., quest'ultimo in collaborazione con il rapper statunitense Nardo Wick e il 29 ottobre ha pubblicare sul suo canale YouTube un'esibizione delle versioni acustiche di tre brani inediti al Palazzo Visconti. I cinque singoli e due delle tre tracce sono poi state incluse nel suo terzo mixtape Going Hard 3, pubblicato il 6 dicembre. L'album contiene le collaborazioni di Kid Yugi, Shiva, Frah Quintale, Capo Plaza, Anna, Artie 5ive e Nardo Wick, mentre le produzioni sono curate, tra gli altri, da Wairaki, Kiid, SadTurs e Finesse.

### 2025-presente:Uforia
Nella prima parte del 2025 ha pubblicato i singoli Wet (in collaborazione con Glocky), Uragano, Isolato e Step (in collaborazione con Lazza), che hanno anticipato l'uscita del suo terzo album Uforia.
Contemporaneamente il rapper padovano partecipa come ospite ai brani A casa di Boro, Ayahuasca di Simba La Rue e Anno fantastico di Luchè. 
Il 27 giugno 2025 ha pubblicato Uforia, il suo terzo album in studio, con collaborazioni di Astro, Guè, Glocky, Kevin Mopao, Lazza, Simba La Rue, Shiva e Thasup.

## Vita privata
Dal giugno 2024 ha una relazione con l'influencer Gaia Bianchi. Il 5 marzo 2025 è nata la loro prima figlia, Arya.

## Discografia
- 2023 – Umile
- 2024 – Nostalgia (export)
- 2025 – Uforia